# Język tangucki
Język tangucki – wymarły język z rodziny sino-tybetańskiej używany w państwie Xixia w zakolu Huang He. Do jego zapisu używano pisma tanguckiego.